# Leonello Lomellini
Pour les articles homonymes, voir Lomellini.
Leonello Lomellini (Gênes, vers 1350  – Gênes, 1420) est un marchand et un homme politique génois qui a été gouverneur de la Corse pour le compte de la république de Gênes à la fin du XIVe et au début du XVe siècle. Il est notamment connu pour avoir fondé la forteresse de Bastia, qui deviendra par la suite la ville du même nom. Il est l'un des six fondateurs de la maona de Corse en 1378, association de marchands mandatée par la république de Gênes pour gouverner la Corse.

## Biographie

### Origines et carrière commerciale
Né vers 1350, Leonello Lomellini est l'aîné des enfants de Napoleone Lomellini et de Teodora Di Negro, appartenant à une influente famille de marchands et de banquiers génois. Dès son plus jeune âge, il suit les traces de son père en se consacrant au commerce. 
En 1376, son nom apparaît dans les registres de la douane génoise pour des transactions commerciales avec l'Angleterre et les Flandres. 
En 1378, il devient délégué de son père au sein de la maona de Corse, une association marchande mandatée par Gêne pour gouverner l'île en échange de droits d'exploitation économiques. A la fin de la même année, il est désigné gouverneur de Corse et il est envoyé sur l'île avec Giovanni de Magnerri, un autre membre de la maona.   

### Premier mandat en Corse et capture
Leonello Lomellini et Giovanni de Magnerri arrivent en Corse, où ils reprennent Nonza, alors occupées par des pirates catalans.   
Toutefois, ils doivent rapidement affronter l'opposition de Arrigo della Rocca, un seigneur corse rebelle aux Génois et soutenu par les Aragonais, quii s'était proclamé comte de Corse.   
Ne recevant pas le soutien des familles génoises implantées sur l'île, les forces de la maona sont rapidement vaincues. Giovanni de Magnerri est tué tandis que Lomellini fut fait prisonnier et retrouva la liberté contre le paiement de 4 000 florins et l'engagement de ne plus attaquer les territoires contrôlés par Arrigo della Rocca.   

### Retour en Corse et fondation de Bastia
En 1383, Leonello Lomellini est renvoyé en Corse en tant que gouverneur et s'installa à Biguglia, alors centre administratif de l'île. Cependant , la situation géographique de la ville, à l'intérieur des terres, lui sembla peu stratégique pour recevoir des renforts en cas d'attaque et de surcroit la place  est difficile à défendre, ce qui incita à Lomellini de s'installer dans un lieu plus sûr. 
Il a d'abord essayé de fortifier Aléria, mais il échoua en raison des attaques répétées d'Arrigo della Rocca . 
Il décida alors de s'installer sur la côte près d'un village de pêcheurs appelé Porto Cardo, où il lança la construction d'une forteresse appelée Il Fortino . Ce bastion devint le noyau de la future Bastia, destinée à être le centre du pouvoir génois sur l'île.
Grâce à cette nouvelle base, il parvient à reprendre le contrôle de la partie nord de l'île, appelée alors la Terra di Comune. Il cherche à stabiliser la région en s'alliant à la faction Restignaccia, mais cette alliance déclencha une insurrection menée par Paolino da Campo Casso, chef de la faction rivale des Casonacci.  
En 1391, il est vaincu par les insurgés menés par Paolino da Campo Casso lors de la bataille de Venzolasca et il est contraint de fuir à Gênes, où il espère obtenir des renforts. Compte tenu de l'hostilité des Corses à l'égard de la maona, le doge Antoniotto Adorno, mécontent de sa gestion, refusa de renouveler son mandat. La République de Gêne dissout progressivement la maona et reprend alors l'administration directe des territoires de la Corse encore sous son contrôle. À ce moment-là, la plupart des autres membres de l'association marchande ont renoncé à leurs actions, qui ont été acquises par la famille Lomellini, renforçant son influence économique. 

### Retour sous la domination française
En 1400, profitant du fait que Charles VI de France soit devenu seigneur de Gênes, Leonello Lomellini intenta un procès pour réclamer la reconnaissance des accords signés avec la maona en 1378, qui n'avaient jamais été officiellement annulés. 
Après plusieurs années de procédure, une sentence de 1403 confirme ses droits sur la Corse, à condition qu'il rembourse les dépenses engagées par la République de Gênes sur l'île. En 1406, grâce au soutien du gouverneur français Jean II Le Meingre (dit Boucicaut), il obtint le titre de comte de Corse et fut officiellement investi de l'île comme feudataire du roi de France. 
De retour, en 1406, sur l'île avec son frère Andrea et son cousin Valentino, il tente d'établir son autorité en se basant sur Bonifacio, Bastia et Biguglia. Cependant son manque de compréhension de la société corse et son désir de se venger de ses anciens ennemis lui aliènent rapidement le soutien des insulaires. 
Il affronta en 1407 Vincentello d'Istria, fils de la sœur d'Arrigo della Rocca, qui grâce au soutien du roi Martin I d'Aragon réussit en peu de temps à conquérir les terres sous contrôle génois,. 
Face à cette menace, Lomellini fut abandonné par ses partisans. D'abord réfugié à Bastia, il se replia finalement à Gênes, laissant son frère Andrea défendre les dernières places fortes génoises.  
Le 21 juin 1407, le gouverneur Boucicaut confia l'administration de la Corse à la République de Gênes, mettant fin aux droits de la famille Lomellini sur l'île.  

### Dernière années à Gênes et décès
A ce moment-là, Leonello Lomellini déchu de ses fonctions retourna définitivement à Gênes et se retira de la vie politique, ayant perdu une grande partie de son influence, et se consacra exclusivement à ses affaires commerciales, qui lui permirent d'accumuler d'importantes richesses.
Il aurait participé aux soulèvements contre le gouverneur Boucicaut en 1409, qui entraînèrent l'expulsion des Français de Gênes.
En 1410, il changea de camp en se ralliant aux Gibelins, probablement pour des raisons stratégiques et fiscales. Cependant, cette conversion ne lui permit pas de retrouver son influence d'antan.

## Famille et descendance
Il avait épousé Pietra di Luciano Doria, issue de la puissante famille Doria, dont il avait plusieurs enfants, dont Matteo, qui occupait divers postes politiques à Gênes , Stefano et Clarice mariée à Andrea Gentile de Brando une famille influente du Cap Corse,.

## Héritage
Leonello Lomellini joua un rôle clé dans l'histoire de la Corse sous domination génoise. Son initiative de fonder Bastia eut un impact durable, cette ville devenant plus tard la capitale économique de l'île.
Son engagement dans la maona illustre les liens étroits entre les élites marchandes de Gênes et l'administration des territoires colonisés.